# China Europe International Business School
 (juin 2020).
Si vous disposez d'ouvrages ou d'articles de référence ou si vous connaissez des sites web de qualité traitant du thème abordé ici, merci de compléter l'article en donnant les références utiles à sa vérifiabilité et en les liant à la section « Notes et références ».
China Europe International Business School (CEIBS)  (en chinois simplifié: 中欧国际工商学院; en chinois traditionnel: 中歐國際工商學院) est une école de commerce établie dans le quartier du Pudong à Shanghai. Elle a été créée en 1994 par un accord entre la Commission européenne et le ministère chinois du commerce extérieur. Elle succède au China-Europe Management Institute, qui avait été fondé en 1983. L'école est financée par les frais d'inscription, ainsi que par des subventions de l'European Foundation for Management Development et de la municipalité de Shanghai. Son conseil d'administration est composé de chinois et d'européens. L'école est conçue selon le modèle européen d'une école de commerce.
CEIBS délivre des MBA et des executive MBA. Les cours s'y font en anglais.